# Björn Frantzén

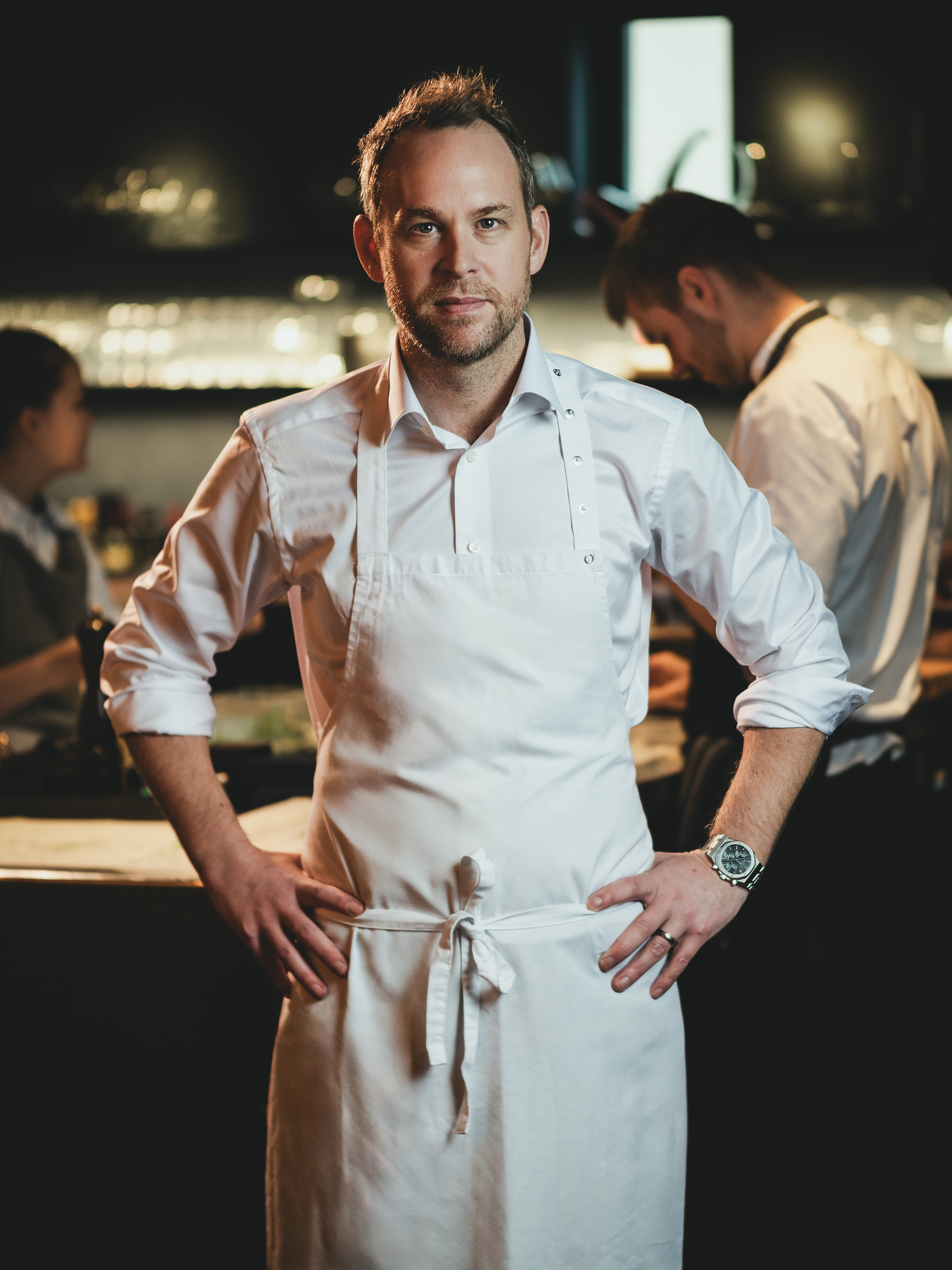

Björn Sandberg Frantzén, född 26 januari 1977 i Solna, är en svensk kock.
Frantzén driver bland annat restaurangerna Frantzén, Zén och FZN, alla med tre stjärnor i Guide Michelin.

## Biografi
Björn Frantzén började sin karriär som kock på Edsbacka krog för att sedan gå vidare till bland annat Chez Nico’s at 90 Park Lane (Nico Ladenis, UK, 3 Michelinstjärnor), Restaurant Lettonie (Martin Blunos, UK, 2 Michelinstjärnor), Restaurant Pied a Terre (Tom Aikens, UK, 2 Michelinstjärnor) och Restaurant L’Arpege (Paris, Alain Passard, 3 Michelinstjärnor).
År 2008 startade Björn Frantzén och Daniel Lindeberg Frantzén/Lindeberg och i Mistrals gamla lokaler på Lilla Nygatan i Gamla Stan. Det var föregångaren till nuvarande restaurang Frantzén. Restaurangen tilldelades sin första Michelinstjärna år 2009. 
2013 driver Frantzén, förutom Frantzén/Lindeberg, även The Flying Elk, Catering Frantzén, Salle de Banquet samt Gaston vin.
Björn Frantzén är även skapare av projektet "Exceptionell råvara" som strävar efter att lyfta svenska råvaror till världsklass och drivs i samarbete med VisitSweden, LRF, Martin & Servera, Svenskt Kött med stöd av ”Sverige – det nya matlandet” via Jordbruksverket.
Frantzén gav även ut en egen kokbok "Frantzén/Lindeberg" på Norstedts förlag år 2012. 
Under våren 2014 syntes Frantzén på TV3 där han hjälpte desperata hemmakockar i programmet ”Frantzén styr upp".
2015 syntes Björn Frantzén och Daniel Lindeberg i tv-produktionen ”Hunger” som följde duons strävan efter tre michelinstjärnor från våren 2012. 
I februari 2018 tilldelades Björn Frantzén och hans restaurang Frantzén tre stjärnor i Guide Michelin. För första gången fick en svensk restaurang tre stjärnor.
Frantzén gav ut en boken "Frantzén" 2020.
2021 tilldelades Frantzéns restaurang Zén i Singapore tre stjärnor i Guide Michelin. I maj 2025 tilldelades även FZN i Dubai tre stjärnor, vilket gör Frantzén till den enda kocken i världen med tre trestjärniga restauranger.
2025 syntes Frantzén i dokumentären "Jakten på Stjärnor" på TV4.  I denna dokumentär, berättad av Stellan Skarsgård, får vi följa honom i arbetet ute i världen där en ny restaurang i Dubai står på tur.
2025 driver Frantzén restaurangerna Frantzén och Brasserie Astoria i Stockholm, Zén och Brasserie Astoria i Singapore, Studio frantzén och FZN i Dubai, Villa Frantzén i Bangkok och Brasserie Astoria i Marbella.

## Utmärkelser
Tre Michelin Stjärnor – Frantzén
Tre Michelin Stjärnor – Zén
Tre Michelin Stjärnor – FZN
Gulddraken & Gästdraken Awards (2013) – Frantzén
Restaurant of the Year by The White Guide (2018) – Frantzén
Best Chef Award, Top 100 (2019)
Rankad #1 (2020) i Europa i OAD Top 100 – Frantzén
Rankad #6 (2021) i World’s 50 Best Restaurants list – Frantzén
Rankad #2 (2021) i Asia’s OAD Top 150 – Zén
Kockarnas Kock av Svenska Gastronomipriset (2021)
Kockarnas Krog av Svenska Gastronomipriset,  6 gånger – Frantzén
Rankad #1 (2023) i La Liste – Frantzén
Restaurant & Bar Design Awards 2023, “In Another Space” – Studio Frantzén London
Restaurant of the Year (2024) av Falstaff Nordic Restaurant Guide, med 100/100 poäng – Frantzén
Rankad #21 och tilldelad Best Hospitality (2024) i Asia’s 50 Best Restaurants – Zén
Gault&Millau 2025 Breakthrough Restaurant of the Year & International Brand of the Year – FZN

## Restauranger
Frantzén***, Stockholm (2008–nu)
The Flying Elk, Stockholm (2013–2019)
Corner Club, Stockholm (2013–2019)
Gaston, Stockholm (2013–2019)
Bobergs Matsal, Stockholm (2015–2024)
Nordiska Kantinen, Stockholm (2015–2024)
Botanique, Stockholm (2015–2020)
Frantzén’s Kitchen, Hong Kong (2016–2022)
The Flying Elk, Hong Kong (2018–2019)
Zén***, Singapore (2018–nu)
Brasserie Astoria, Stockholm (2021–nu)
Villa Frantzén, Bangkok (2022–nu)
Studio Frantzén, London (2022–nu)
Brasserie Astoria, Singapore (2023–nu)
Studio Frantzén, Dubai (2024–nu)
FZN***, Dubai (2024–nu)
Brasserie Astoria, Marbella (2025–nu)